# Regulatorna sekvenca
Regulatorna sekvenca (regulatorni region ili regulatorna oblast) je segment DNK gde se regulatorni proteini poput transkripcionih faktora preferentno vezuju. Ovi regulatorni proteini se vezuju za kratke raspone DNK koji su podesno pozicionirani u genomu, obično na kratkom rastojanju ispred gena koje regulišu. Nakon vezivanja oni mogu da regrutuju proteinski kompleks RNK polimeraze. Na taj način, oni kontrolišu ekspresiju gena i time proteinsku biosintezu.
Regulatorne sekvence se takođe mogu naći na informacionoj RNK, ali su one generalno u manjoj meri izučene. Za njih se vezuju RNK vezujući proteini ili RNK molekuli (npr. miRNK).
Istraživanja s ciljem nalaženja svih regulatornih regiona u genomima svih vrsta su u toku. Konzervirane nekodirajuće sekvence često sadrže regulatorne regione, tako da su one često predmet tih analiza.

## Primeri
- CAAT kutija
- CCAAT kutija
- Operator (biologija)
- Pribnov kutija
- TATA kutija
- SECIS element, iRNK
- Poliadenilacioni signali, iRNK
- A-kutija
- Z-kutija
- C-kutija
- E-kutija
- G-kutija

## Gen insulina
- A5
- Z
- negativni regulatorni element (NRE)[3]
- C2
- E2
- A3
- cAMP responsni element
- A2
- CAAT pojačivač vezivanja (CEB)
- C1
- E1
- G1

## Spoljašnje veze
- baza podataka Архивирано на веб-сајту  (21. март 2021)